# Winkelcentrum De Bus
Winkelcentrum De Bus is een overdekt wijkwinkelcentrum in de wijk Helmond-Noord in Helmond. Het éénlaagse centrum kenmerkt zich door één lange passage van noord naar zuid met een aantal zij-ingangen. Rondom het centrum liggen grote parkeerplaatsen. 
Het centrum dateert uit 1974 en is tussentijds een aantal keer uitgebreid en gerenoveerd. Voor het laatst in 2014. Het centrum telt zo'n 25 winkels en horecabedrijven en heeft een oppervlakte van bijna 3.700 m².
De winkelunits hebben verschillende eigenaren.